# Ден на труда и на международната работническа солидарност
Денят на труда и на международната работническа солидарност (известен като Ден на труда и Първи май) се отбелязва ежегодно на 1 май.
На тази дата много страни в света честват обществените и икономически постижения на работническото движение и търсенето на повече държавна защита за работещите по света; това е и ден на международното работническо движение и на левите движения.

## История на празника
Историята на празника се свързва с работническото движение през 19 век и работническите протести за зачитане на елементарните социални права. Въвеждането на празника се свързва с датата на началото на събитията, известни като Хаймаркетска афера, - 1 май 1886 г.,  - когато профсъюзите в САЩ провеждат мащабна национална стачка, в която вземат участие над 300 000 работници от цялата страна с искане за въвеждане на официален 8-часов работен ден. След тридневни протести в Чикаго полицията и частните охранители от агенция "Пинкертон" разпръсват протестиращите, при което раняват около 200 души и убиват поне 4-има. На 4 май, по време на последвалия протест срещу полицейското насилие, сред полицията е хвърлена бомба, при която пострадват седмина нейни представители, от които един е убит. Набързо са осъдени и екзекутирани 7 анархисти, впоследствие - оправдани като невинни, както и друг от заподозрените - Оскар Нийбе, който се самоубива.
През 1889 г. учредителният конгрес на Втория интернационал, проведен в Париж, призовава за международни демонстрации в знак на солидарност към протестите в Чикаго. През 1904 г. Международната конференция на социалистите в Амстердам призовава „всички социалдемократически партии и профсъюзи от всички страни да демонстрират енергично на Първи май за официалното признаване на 8-часовия работен ден, за световен мир“. Тъй като най-ефективният начин за демонстрации е стачката, конгресът решава, че е „задължително за всички пролетарски организации от всички страни да спрат да работят на 1 май, навсякъде, където е възможно без негативни последици за работниците“.

## Честване

### В България
Денят на труда е сред официалните празници в Република България.
Първият опит за честване на Първи май в България е от Типографското дружество през 1890 г. 
Обявен е за официален празник през 1939 г., в духа на честванията на така наречения „Имперски трудов ден“ (Reichsarbeitstag), празнуван тогава в Нацистка Германия - към този момент основен геополитически съюзник на България.
Впоследствие, в условията на властта на Народна република България, празникът придобива по-близка до първоначалния си облик насоченост и започва да се чества ежегодно, тъй като в социалистическите страни на честването му се отдава голямо значение в съгласие с идеологията, че те се управляват от работническата класа и то се прави винаги мащабно (В СССР и КНР - дори с военни паради). Съответно - Първи май се отбелязва с всеобщи манифестации из цялата страна, в които задължително взимат участие държавните служители и тържествата се организират от държавата. Те се провеждат на централния площад във всяко населено място или въобще - на открито и просторно място. Манифестиращите преминават, марширувайки през него, с лозунги в прослава на труда и работническата класа, а често - и на различни политически дейци или заявяващи съпричасността на участниците към идеите на социализма. През това време, от трибуна, разположена на площада, са поздравявани от партийни (БКП и БЗНС, от управляващия ОФ), държавни и местни ръководители. Денят е неработен и неприсъствен в училищата.
След 1989 г. (падането на режима на Тодор Живков), този начин на празнуване на Първи май е прекратен, но денят продължава да бъде официален празник и неработен ден. Чествания, с повече или по-малко масов характер, се организират главно от различни политически партии, предимно - социалисти и комунисти; сред тях изпъкват концертите на открито на Българската социалистическа партия. Освен това, 1 май е и Празник на Конфедерацията на независимите синдикати в България, които също имат свои тържества.

### По света
В някои държави по света Първи май е отбелязван официално, в други се чества неофициално. Сред тези, в които е официален празник са: Германия, Австрия, Мексико, Тайланд и Русия.
На места датата е променена или честванията се организират въз основа на инициативи, предхождащи послужилата за учредяване на утвърдения по света празник, но смисълът им е сходен и празникът се възприема като идентичен. Конкретно - в САЩ и Канада отбелязват Деня на труда (Labor Day) в първия понеделник от месец септември, всъщност още от 1882 г., като почивен ден, извоюван като такъв от синдикатите (поради което поставянето на датата на 1 май представлява по-скоро негово преместване, невъзприето трайно в първоизточника на събитието). Смятан е за символичен край на лятото. Отначало е неофициален, става официален празник през 1894 година. Във Великобритания, където отбелязват Деня на труда през първия понеделник на месец май, също са правени предложения (2011 г.) за изместване към общо със САЩ и Канада отбелязване на празника.